# Clivina morio
Clivina morio es una especie de escarabajo del género Clivina, familia Carabidae. Fue descrita científicamente por Dejean en 1831.
Habita en Luisiana, Misisipi, Oklahoma y Texas, Estados Unidos.